# On the Water
Albums de Future Islands
In Evening Air
(2009) Singles
(2014)
Singles
1. Balance
Sortie : juillet 2011

On the Water est le troisième album du groupe de synthpop américain Future Islands, sorti le 11 octobre 2011 sur le label Thrill Jockey. L'album arrive en 12e place du classement de Billboard "Heatseekers".

## Pistes de l'album
| No  | Titre             | Durée |
| --- | ----------------- | ----- |
| 1.  | On the Water      | 4:52  |
| 2.  | Before the Bridge | 3:59  |
| 3.  | The Great Fire    | 3:15  |
| 4.  | Open              | 1:28  |
| 5.  | Where I Found You | 5:44  |
| 6.  | Give Us the Wind  | 4:06  |
| 7.  | Close to None     | 6:19  |
| 8.  | Balance           | 4:06  |
| 9.  | Tybee Island      | 3:17  |
| 10. | Grease            | 4:35  |